# Beroun-Jarov
Beroun-Jarov je část města Beroun v okrese Beroun. Nachází se asi 2 km na jih od centra. Jarov se dříve nazýval Rajov.[zdroj?] Beroun-Jarov leží v katastrálním území Jarov u Berouna o rozloze 2,26 km2.

## Historie
První písemná zmínka o vesnici pochází z roku 1437.
V roce 1869 byla vesnice součástí obce Koněprusy, v letech 1880–1979 samostatnou obcí a od 1. ledna 1980 se stala součástí města Beroun.

## Obyvatelstvo
| Rok            | 1869 | 1880 | 1890 | 1900 | 1910 | 1921 | 1930 | 1950 | 1961 | 1970 | 1980 | 1991 | 2001 | 2011 | 2021 |
| -------------- | ---- | ---- | ---- | ---- | ---- | ---- | ---- | ---- | ---- | ---- | ---- | ---- | ---- | ---- | ---- |
| Počet obyvatel | 154  | 162  | 167  | 224  | 266  | 267  | 380  | 301  | 265  | 250  | 200  | 186  | 186  | 220  | 238  |
| Počet domů     | 22   | 20   | 19   | 27   | 30   | 41   | 62   | 70   | 68   | 69   | 65   | 71   | 72   | 75   | 78   |